# Imperial Bank of Persia

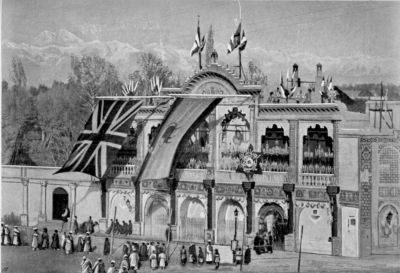
La sede della Banca, a Teheran, nel 1902

La Imperial Bank of Persia (in persiano بانک شاهنشاهی ایران‎, traslitterato Bank ye Šâhanšâhiye Irân, letteralmente "Banca dell'Impero Persiano") è stata una banca britannica che fungeva da banca centrale e banca d'emissione nell'Impero Persiano fra il 1889 e il 1929.

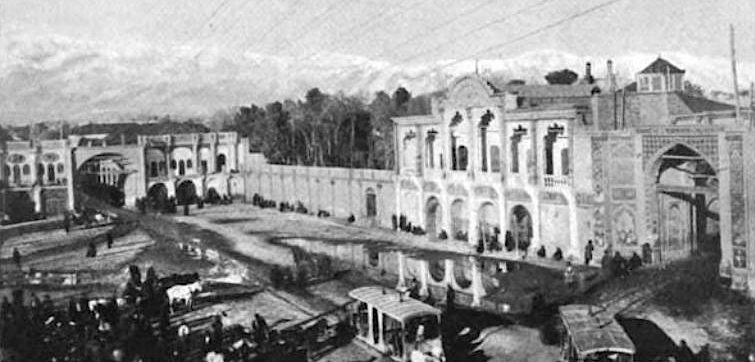
La sede della Banca (sulla destra) nel 1910

## Storia
Tradizionalmente l'attività di prestito in Persia era svolta dagli ebrei sarraf, che continuarono a dominare il settore anche dopo la fondazione della Banca Imperiale, in virtù della grande flessibilità nei prestiti e dei legami culturali. A quell'epoca la moneta in circolazione era solo quella metallica, di oro e argento.
La Banca Imperiale venne fondata nel 1889 in base ad una concessione del Governo imperiale persiano al barone Julius De Reuter (nato Israel Beer Josaphat), un banchiere e uomo d'affari ebreo tedesco, che successivamente divenne cittadino britannico.
In base alla concessione l'istituto di credito fungeva da banca di stato con il diritto esclusivo di emettere le banconote e l'immunità fiscale, per sessant'anni. L’Imperial Bank era quotata alla Borsa di Londra.

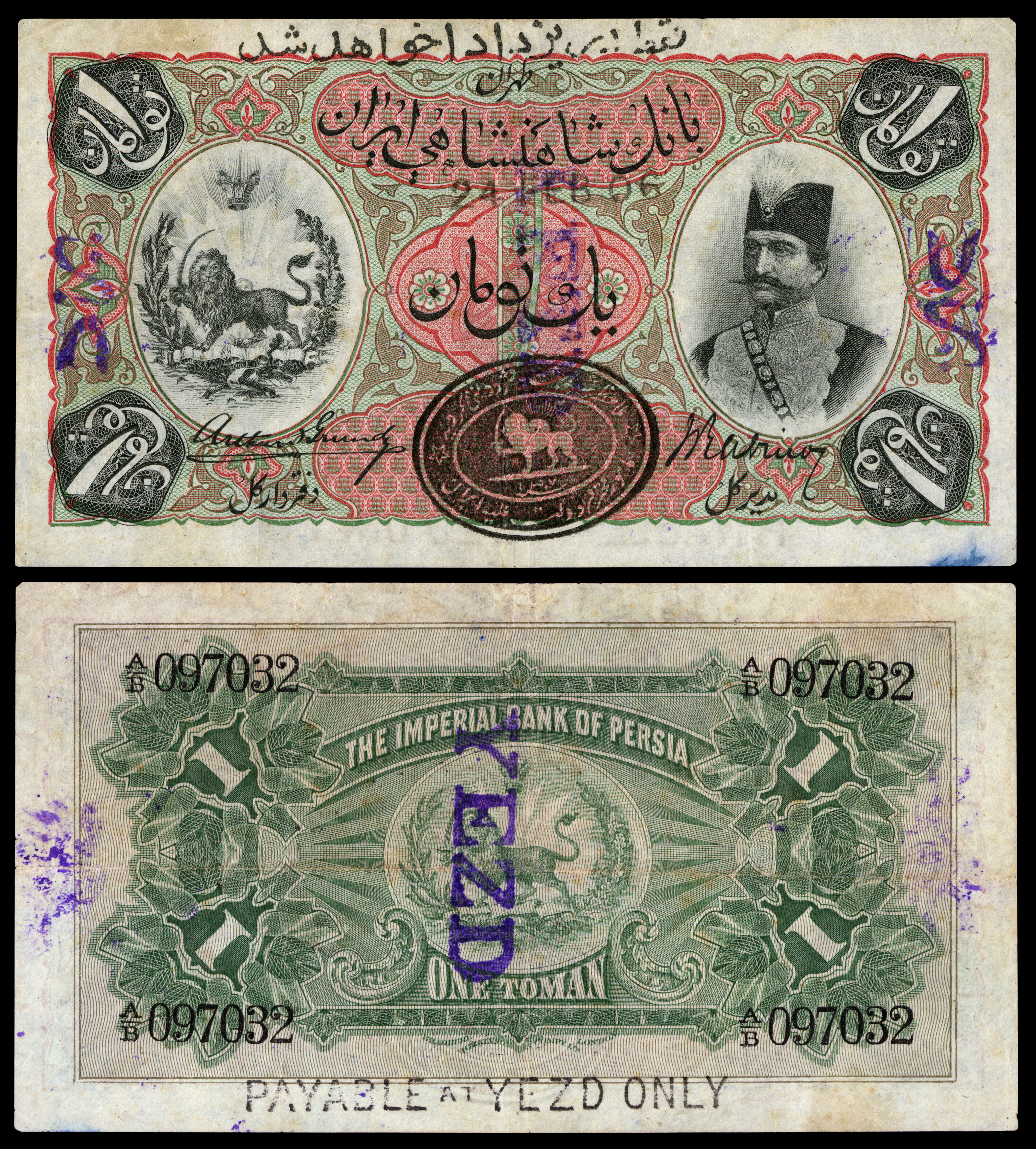
Banconota da un Toman emessa dalla Banca

La sede legale della Banca era a Londra ed era perciò soggetta alla legge inglese, ma la sede operativa era a Teheran. Vi erano succursali anche in altri paesi del Medio Oriente.
Fino al 1928 la banca ebbe un monopolio di fatto sull'attività bancaria in Persia.
Nel 1927 l'80% dei prestiti concessi dalle filiali di Bushehr, Shiraz e Isfahan servivano a finanziare l'esportazione iraniana di oppio, mentre la maggioranza dei finanziamenti erogati nelle città del Nord erano relativi al commercio con la Russia. La Banca Imperiale non impiegava personale direttivo locale.
Il primo gestore della Banca, Joseph Rabino, nato a Londra da una famiglia di ebrei italiani, ordinò a tutte le filiali di tenere abbastanza montete d'argento da poter rimborsare le banconote, se richiesto. Nei primi anni della Banca ci furono effettivamente delle corse agli sportelli, qualche volta istigate dai Russi che erano rivali degli Inglesi. Perciò nei primi anni la Banca stampava solo banconote di piccolo taglio, proprio per essere in grado di rimborsarle anche nelle zone lontane. Sotto la protezione dell'Esercito la banca riforniva anche le agenzie più sperdute con una quantità sufficiente di monete metalliche.
Attraverso la Banca Imperiale furono anche erogati i prestiti britannici allo Scià fra il 1892 e il 1911. Questi prestiti erano garantiti dai proventi delle riserve di pesca del Mar Caspio e dai diritti doganali dei porti del Golfo Persico. Questi prestiti misero in allarme i nazionalisti persiani.
Nel 1928 la Banca aveva 24 agenzie, in tutte le maggiori città iraniane.
A partire dal 1928 e fino al 1952, la Imperial Bank fu soggetta a critiche ed attacchi da parte dei governi nazionalisti iraniani. E nel 1928 fu fondata la Bank Melli, una banca centrale di proprietà iraniana.
Nel 1933 la Imperial Bank fu costretta a rinunciare al diritto di emissione. Nel corso degli anni Trenta i controlli valutari e accordi di baratto ridussero grandemente l'attività della Banca nel finanziamento del commercio estero. La Imperial Bank cominciò a perdere rapidamente quote di mercato in favore della Bank Melli, e nel 1939 la Imperial Bank si ritrovò a detenere solo il 9% dei depositi bancari iraniani. Negli anni Trenta la Banca si trovò a dover cedere metà delle proprie agenzie.
Dopo la seconda Guerra mondiale, alla fine degli anni Quaranta, la banca aprì delle filiali nei paesi del Golfo Persico: fu la prima banca in Kuwait, a Dubai e in Oman.
Nel 1952, all'epoca dei governi Mossadeq, la Banca lasciò definitivamente il mercato iraniano e cambiò il nome in British Bank of the Middle East.
Nel 1959 la British Bank of the Middle East fu a sua volta rilevata dalla Hong Kong and Shanghai Banking Corporation ed ora fa parte della controllata HSBC Bank Middle East.
In seguito alla Rivoluzione Iraniana del 1979, le attività iraniane della Banca sono passate alla Bank Tejarat.